# Flexiptera revoluta
Flexiptera revoluta är en fjärilsart som beskrevs av Edward Meyrick 1918. Flexiptera revoluta ingår i släktet Flexiptera och familjen stävmalar. Inga underarter finns listade i Catalogue of Life.